# Polnische Futsalnationalmannschaft
Die polnische Futsalnationalmannschaft ist eine repräsentative Auswahl polnischer Futsalspieler. Die Mannschaft vertritt den polnischen Fußballverband bei internationalen Begegnungen.

## Abschneiden bei Turnieren
Das polnische Nationalteam nimmt regelmäßig an EM- und WM-Qualifikationen teil und qualifizierte sich bislang je einmal für die Endrundenturniere. 1992 erreichte Polen bei der Weltmeisterschaft nach Siegen über Gastgeber Hongkong und Nigeria die Zwischenrunde, in der man gegen Spanien, den Iran und Belgien chancenlos war. Bei der einzigen EM-Endrundenteilnahme 2001 blieb man in der Vorrunde gegen Spanien, die Ukraine und Kroatien ohne Punktgewinn.
Futsal-Weltmeisterschaft
- 1989 – nicht eingeladen
- 1992 – Zwischenrunde (Viertelfinale)
- 1996 – nicht qualifiziert
- 2000 – nicht qualifiziert
- 2004 – nicht qualifiziert
- 2008 – nicht qualifiziert
- 2012 – nicht qualifiziert
- 2016 – nicht qualifiziert
- 2021 – nicht qualifiziert
- 2024 – nicht qualifiziert

Futsal-Europameisterschaft
- 1996 – nicht qualifiziert
- 1999 – nicht qualifiziert
- 2001 – Vorrunde
- 2003 – nicht qualifiziert
- 2005 – nicht qualifiziert
- 2007 – nicht qualifiziert
- 2010 – nicht qualifiziert
- 2012 – nicht qualifiziert
- 2014 – nicht qualifiziert
- 2016 – nicht qualifiziert
- 2018 – Vorrunde
- 2022 – Vorrunde

## Nationaltrainer
| Name                  | Jahr(e)   |
| --------------------- | --------- |
| Krzysztof Sobieski    | 1992      |
| Andrzej Góral         | 1992      |
| Janusz Kupcewicz      | 1993–1994 |
| Michał Globisz        | 1994–1995 |
| Roman Sowiński        | 1995–2001 |
| Leszek Latacz         | 2001–2002 |
| Marek Bęben           | 2002–2004 |
| Stanisław Kwiatkowski | 2004      |
| Władysław Łach        | 2004      |
| Mirosław Nowicki      | 2005      |
| Tomasz Aftański       | 2005–2007 |
| Leszek Latacz         | 2007–2008 |
| Andrzej Bianga        | 2008      |
| Tadeusz Wolny         | 2008–2009 |
| Gerard Juszczak       | 2009      |
| Vlastimil Bartosek    | 2009–2012 |
| Klaudiusz Hirsch      | 2012–2013 |
| Andrea Bucciol        | 2013–2015 |
| Andrzej Bianga        | 2015–2017 |
| Błażej Korczyński     | 2017–     |